# Lieuche
Lieuche (in italiano, desueto, Lieucia) è un comune francese di 44 abitanti situato nel dipartimento delle Alpi Marittime della regione della Provenza-Alpi-Costa Azzurra.

## Società

### Evoluzione demografica
Abitanti censiti